# Millerleon pretiosus
Millerleon pretiosus är en insektsart som först beskrevs av Banks 1909.  Millerleon pretiosus ingår i släktet Millerleon och familjen myrlejonsländor. Inga underarter finns listade i Catalogue of Life.